# Saltklobbarna
Saltklobbarna är en ö i Finland. Den ligger i Skärgårdshavet eller Norra Östersjön och i kommunen Kimitoön i den ekonomiska regionen  Åboland i landskapet Egentliga Finland, i den sydvästra delen av landet. Ön ligger omkring 72 kilometer söder om Åbo och omkring 150 kilometer väster om Helsingfors.
Öns area är 0,8 hektar och dess största längd är 190 meter i öst-västlig riktning.